# Mughiphantes rupium
Mughiphantes rupium är en spindelart som först beskrevs av Thaler 1984.  Mughiphantes rupium ingår i släktet Mughiphantes och familjen täckvävarspindlar. Inga underarter finns listade i Catalogue of Life.